# Логан-Сенчури-центр
Логан-Сенчури-центр (Logan Century Center или Nanning Logan Century) — сверхвысокий небоскрёб, расположенный в деловом центре китайского города Наньнин (Гуанси-Чжуанский автономный район). Построен в 2018 году в стиле постмодернизма, по состоянию на 2020 год являлся самым высоким зданием города, 21-м по высоте зданием Китая, 27-м — Азии и 39-м — мира.
390-метровая офисно-гостиничная башня Логан-Сенчури-центр имеет 82 наземных и 4 подземных этажа, 32 лифта, 282 гостиничных номера, на высоте 381 м расположена вертолётная площадка, площадь всего комплекса — 396 500 м². Архитектором небоскрёба выступила гонконгская фирма DLN, владельцем является оператор недвижимости Logan Real Estate.
Верхнюю часть башни Логан-Сенчури-центр занимает пятизвёздочный отель Na Lotus американской сети Marriott. Рядом с офисной башней расположена 51-этажная жилая башня № 2 (182 м), построенная в 2017 году, и торговый подиум.  